# سیارک ۳۰۳
سیارک ۳۰۳ (به انگلیسی: 303 Josephina) سیصد و سومین سیارک کشف شده‌است که در ۱۲ فوریه ۱۸۹۱ کشف شد.
قدر مطلق سیارک برابر ۸٫۷۰ است.